# Cornelis Eecen
Cornelis Pieter Eecen (17 de junio de 1898-25 de diciembre de 1988) fue un deportista neerlandés que compitió en remo. Ganó una medalla de oro en el Campeonato Europeo de Remo de 1924, en la prueba de ocho con timonel.

## Palmarés internacional
| Campeonato Europeo | Campeonato Europeo | Campeonato Europeo | Campeonato Europeo |
| Año                | Lugar              | Medalla            | Prueba             |
| ------------------ | ------------------ | ------------------ | ------------------ |
| 1924               | Lucerna (Suiza)    | Medalla de oro     | Ocho con timonel   |